# Пинанг
Пинанг, или Пенанг (малайск. Pulau Pinang, англ. Penang) — штат в Малайзии, расположенный на северо-западном побережье Малаккского полуострова, в малаккском проливе. Штат состоит из двух частей — сам остров Пинанг и прибрежная материковая полоса Себеранг-Перай, — соединённых Пинангским мостом. Общая площадь штата составляет 1031 км². Административный центр — город Джорджтаун, население — 400 000 человек.
Название штата происходит от малайского названия пальмы арека-катеху (pinang). Пинанг часто именуют «жемчужиной Востока».

## Географическое положение
Остров Пинанг находится в Андаманском море у северо-западного побережья полуострова Малакка. Территория острова покрыта холмами, поросшими пышной растительностью. На севере сохранился тропический лес. Самая высокая точка острова — гора Пинанг.
Себеранг-Перай — узкая прибрежная материковая полоса Малаккского полуострова. Климат и биоразнообразие сходны с островом.
Также в штат входит ряд небольших островов.
Часовой пояс — UTC+8.

## Климат
Влажный экваториальный климат с достаточно ровной температурой воздуха (+27…+32) и воды (+25…+30) в течение всего года, более влажные сезоны — с апреля по май и с октября по ноябрь.

## История

### Открытие острова
Остров был открыт китайским адмиралом Чжэн Хэ во время его экспедиций в Южные моря в XV веке. Первоначально на малайском языке он назывался Ка-Сату (Первый остров). Своё второе малайское имя Пулау-Пинанг (Остров арековой пальмы) Пинанг получил от арековой пальмы, в изобилии произраставшей на острове.
Одним из первых европейцев, посетивших Пинанг, был английский приватир Джеймс Ланкастер, который высадился на острове в июне 1592 года.

### Британское владение, колония и протекторат
В 1786 году английский капитан и торговец Фрэнсис Лайт от имени Ост-Индской компании приобрёл Пинанг у султана Кедаха в обмен на защиту от Сиама и Бирмы. Остров был полностью покрыт джунглями, и для привлечения сюда людей было объявлено, что каждый переселенец мог получить столько земли, сколько он в состоянии расчистить. К концу XVIII века население острова достигало уже 10 тысяч человек. Многие европейские поселенцы умерли от малярии.
Лайт переименовал Пинанг в Остров принца Уэльского, в честь правящей династии. Первой постройкой англичан на острове стал форт Корнуоллис или Корнваллис (англ. Fort Cornwallis), названный в честь генерал-губернатора Британской Ост-Индской компании и Главнокомандующего британскими войсками в Индии Чарльза Корнуоллиса. Вокруг форта вскоре была основана столица острова Джорджтаун, получившая название в честь короля Георга III. Затем была выкуплена прибрежная полоса в султанате Кедах на материке напротив острова. С 1969 года Джорджтаун стал городом беспошлинной торговли.
В 1790 году, когда Сиам напал на Кедах и британская армия не смогла его защитить, султан попытался вернуть остров обратно. Попытка не удалась, и султан был вынужден уступить остров англичанам за арендную плату в размере 6 тысяч испанских долларов, а с присоединением провинции Уэлсли — в 10 тысяч испанских долларов ежегодно. Ежегодная плата за аренду острова в размере 10 тысяч малайзийских ринггитов по сей день выплачивается Федеральным правительством Малайзии штату Кедах.
В 1805 году Пинанг стал управляться из Бенгалии, а позже стал четвёртой резиденцией колониального правительства в Индийских землях. В 1816 году открылась первая в Юго-Восточной Азии английская школа.
В 1826 году Пинанг вместе с Малаккой и Сингапуром образовали колонию Стрейтс-Сетлментс (букв. «поселения у проливов»).

### Первая мировая война
В годы Первой мировой войны 28 октября 1914 года у Пинанга произошло морское сражение германского крейсера «Эмден» с русским крейсером «Жемчуг». В результате атаки русский крейсер был потоплен. Погибли один офицер и 85 матросов, ранены три офицера и 112 членов команды. Ещё семь моряков позднее умерли от полученных ранений.
Девять членов команды русского крейсера, в том числе двое скончавшихся от ран в госпитале, были похоронены на христианском кладбище «The Western Road Cemetery» в Джорджтауне. В 1972 году на их могиле установлена памятная гранитная плита с надписью на русском и английском языках «РУССКИМ ВОЕННЫМ МОРЯКАМ КРЕЙСЕРА „ЖЕМЧУГ“ — БЛАГОДАРНАЯ РОДИНА / ТО THE OFFICERS AND MEN OF THE RUSSIAN NAVY CRUISER 'ZHEMCHUG' — THEIR GRATEFUL MOTHERLAND».

### Федерализм и независимость
В 1946 году остров стал частью Малайского союза, в 1948 году — штатом Малайской Федерации, получившей независимость в 1957 году, с 1963 года — в составе Малайзии.
В 1970—1990 годы благодаря свободной экономической зоне была создана одна из крупнейших производственных баз электронной промышленности на юге острова, вокруг международного аэропорта Пинанг.
Губернатор Пинанга назначается королем Малайзии.

## Административное деление
Штат делится на 5 районов:
- Остров Пинанг:
  - Северо-Восточный Пинанг (Daerah Timur Laut);
  - Юго-Западный Пинанг (Daerah Barat Daya);
- Себеранг-Пераи (прибрежная материковая полоса):
  - Северный Себеранг Пераи (Daerah Seberang Perai Utara);
  - Центральный Себеранг Пераи (Daerah Seberang Perai Tengah);
  - Южный Себеранг Пераи (Daerah Seberang Perai Selatan).

## Население
Остров заселён преимущественно китайцами, а также малайцами и индийцами. Это единственный штат Малайзии, где большинство населения не малайцы, с самой высокой плотностью населения — 1514,44 человека на км².

## Языки и религия
В зависимости от социального класса или группы и этнического происхождения на Пинанге говорят на малайском и тамильском языках, южноминьском и некоторых других китайских языках, в том числе севернокитайском и кантонском, а также на английском. Официальный язык — малайский.
Официальная религия Пинанга — ислам. Наряду с ним исповедуются буддизм, даосизм, индуизм, католицизм, протестантизм и другие религии. Довольно широкое распространение имеет англиканская церковь.

## Экономика и промышленность
- Туризм. Пинанг является одним из самых посещаемых мест Азии и основной центр проведения бизнес-форумов. Большая часть населения занята в сфере обслуживания.
- Наряду с туризмом важной отраслью промышленности является электронная промышленность. Её развитие поощряется созданием свободных экономических зон путём льготного налогообложения. Поэтому Пинанг часто называют второй Кремниевой долиной. Здесь расположены предприятия крупных международных производителей электроники: AMD, Intel, Motorola, Hitachi, Bosch, Osram, B. Braun и других.
- На острове культивируют рис, каучуконосы, фрукты, масличные деревья. Под сельскохозяйственные угодья занято 55 тыс. гектаров.
- Глубоководный порт Пинанга — основной транзитный пункт между Индонезией, Малайзией и Таиландом, связывающий Малайзию с 200 городами.
- После Куала-Лумпур и Джохор-Бару Пинанг является третьим по величине торговым центром Малайзии.

## Транспорт
- Символ Пинанга — Пинангский мост, соединяющий островную и материковую части штата, длиной 13,5 км, открыт 14 сентября 1985 года. Несмотря на это, он не справлялся с транспортным потоком и наряду с ним функционирует паромная переправа. 1 марта 2014 года открыт второй мост, общая протяженность которого составляет 24 км, из которых 16,9 км находятся над водной поверхностью, что делает его одним из самых длинных мостов не только Малайзии, но и в Юго-восточной Азии.
- Международный аэропорт Пинанг, в 16 км южнее Джорджтауна.
- Автотранспортное сообщение по шоссе Север-Юг. Левостороннее движение.
- Паромное сообщение: в г. Джорджтаун находится пристань, соединяющая остров с материком (г. Баттерворт).
- Ж/д сообщение: железной дороги на острове нет, но через г. Баттерворт (Butterworth) на материковой части проходит ветка главной железной дороги Малайзии. Ж/д станция находится всего в нескольких минутах ходьбы по крытому переходу от паромной переправы в Баттерворте.
- Специальный туристический транспорт: ежедневно, без выходных, с 06:00 до 23:40 с 20-30-минутным интервалом по извилистому кольцевому маршруту в Джорджтауне следуют бесплатные шатлбасы, делая остановки на 19 остановочных пунктах по маршруту. Маршрут составлен таким образом, что проходит вблизи достопримечательностей, включенных в список всемирного наследия ЮНЕСКО.

## Туризм
Развиты водные виды спорта: виндсерфинг, парасейлинг, дайвинг. В Пинанге функционируют 4 гольф-клуба и клубы любителей тенниса, верховой езды, сквоша.
В Центре культуры Пинанга, местном этнографическом музее, проходят выступления фольклорных ансамблей, организуются национальные обряды, работает ресторан национальной кухни.
Гостиничную базу Пинанга составляют 22 отеля, 18 из которых — пятизвёздочные.
Самые знаменитые пляжи: Телук Баханг (Залив тлеющих углей) — с его уединёнными бухточками на западной окраине острова, Танджунг Бунгах (Нависающие скалы) — с его гигантскими рифами и буйной растительностью.
Пенанг, благодаря своей уникальной национальной кухне, получил прозвище «Столица еды Малайзии». Общепит острова в 2004 году был признан журналом «Time» лучшим в Азии.
По разным оценкам, на Пинанге насчитывается от 1000 до 3000 достопримечательностей.
Достопримечательности разбросаны по всей территории острова, но наибольшее их количество сосредоточено в городе Джорджтаун. Ознакомиться с достопримечательностями Джорджтауна можно как пешком, так и воспользовавшись специальным автобусом MPPP Rapid Penang CAT, который бесплатно возит по городу всех желающих, делая остановки недалеко от расположения основных достопримечательностей. Власти города пошли на все ради того, чтобы гости смогли познакомиться с городом, даже предоставив для этого бесплатный автобус.

## Спорт
Спорткомплекс «Международная спортивная арена Пинанга» — один из крупнейших в регионе. Сюда входят парковочный комплекс, Центр водных видов спорта и Главная арена, где может одновременно проводиться несколько спортивных соревнований.
Кроме этого, на Пинанге проводятся международные соревнования, такие как:
- Пенанг Гранд приз — международный марафон по Пинангскому мосту. Трасса марафона начинается на Квинсби Мол, идет по автобану, затем по мосту и возвращается обратно к месту старта. В 2008 году в марафоне участвовали 16000 бегунов.
- Международный лодочный фестиваль — этап международного турнира по гребле, который проходит также в Гонконге, Макао, Сингапуре и Сиднее, на Пинанге проводится ежегодно с 1979 года.
- Международные турниры по гольфу и скачкам на лошадях.

## Достопримечательности
- Столица острова — город Джорджтаун.
- Пинангский холм (Pinang Hill, 升旗山) — с обзорной площадки на вершине горы на высоте 821 м открывается панорама всего острова и Джорджтауна. На вершину ведет старейший в Азии фуникулёр, построенный по швейцарскому проекту в 1923 году. Можно совершить подъём и пешком через джунгли или по частной автомобильной дороге.
- Ботанический сад (Botanical Garden, 植物公园), находится в 8 километрах от Джорджтауна. Он был разбит англичанами в 1884 году в честь интенданта острова, Чарльза Кёртиса (Charles Curtis), который первым начал собирать образцы растений в местных джунглях. На 30 гектарах ботанического сада находится водопад, вокруг которого собраны практически все образцы тропической флоры и фауны этого региона. Там обитает и множество обезьян.
- Музей Пинанга и художественная галерея (Penang Museum and Art Gallery, 槟城博物馆及美术馆), расположенные в местечке Лебух Фаркухар, рассказывают о многовековой истории Пинанга. Вход в музей украшает памятник капитану Фрэнсису Лайту (captain Francis Light,). Позировал для него сын капитана Уильям Лайт, основатель Аделаиды и Южной Австралии.
- Храм змей (Snake Temple, 蛇庙) — построен в 1850 году в честь буддийского монаха-целителя Чор Су Конга (англ.: Chor Soo Kong, кит.: 清水祖).
- Храм Кек Лок Си (Kek Lok Si Temple, 极乐寺) — расположен на высоком холме в маленьком городе Аир Итам (Air Itam, 亚依淡) в центре острова. Храм сочетает в себе элементы китайской, тайской и бирманской архитектуры. Восьмиугольное основание храма напоминает китайскую пагоду, средняя часть выполнена в традициях тайского искусства, верхняя часть, со спиралевидным куполом, похожа на бирманское святилище. Перед храмом находится широкая площадь для молитв, а по бокам — молитвенные залы и пагоды со скульптурами Будды. В семиэтажной пагоде поражает огромное количество статуй Будды, привезённых из разных стран мира. Главная гордость — огромная статуя богини милосердия Гуаньинь и черепаховая отделка храма. Согласно китайскому поверью, черепахи являются символом долголетия, и в храме Кек Лок Си посетители могут прибавить пару лет жизни, покормив живых черепах, обитающих в здешнем пруду.
- Плавучая мечеть — оригинальное здание начала XXI века, построенное над водами Малаккского пролива.
- Крупнейшая в мире ферма бабочек (Butterfly Farm, Teluk Bahang, 蝴蝶公园) недалеко от рыбачьей деревушки Телук Баханг — тропический парк, где разводится около 300 видов бабочек и других насекомых. Ферма открыта в 1986 году. Она представляет собой огромный сетчатый вольер площадью почти в гектар, где порхают несколько тысяч бабочек. Также здесь можно увидеть огромный пчелиный улей, скорпионов, тарантулов, гигантских многоножек, пауков и других насекомых.
- Птичий парк Пинанга в Себеранг Джайя — в нём обитает более 800 видов птиц, в основном из Юго-Восточной Азии. Парк обнесён сеткой по периметру и сверху.
- Парк отдыха Букит Мертаджам — расположен на 37 га в джунглях с реликтовыми растениями, папоротниками, дикими цветами. Населён многочисленными видами птиц, бабочек и насекомых.
- Пинангский национальный парк (Penang National Park) и Музей лесного хозяйства (Forest Museum & Recreational Park) в Телук Баханг.
- Сад тропических пряностей (Tropical Spice Garden) — включает 500 разновидностей экзотических растений.
- Сад орхидей и гибискусов в Букит Джамбул. Здесь также находится Павильон рептилий.
- Ботанические сады (Botanic Gardens, также Waterfall Gardens) — парк, популярный среди местных жителей, здесь же обитают обезьяны.
- Военный музей Пенанга (War Museum) — располагается далеко на юге острова на руинах самого большого британского укрепления, построенного в 1930 году. Укрепление вырыто в склоне холма. Здесь можно познакомиться с бытом солдат Британии и их союзников времён. На территории имеется несколько надземных и подземных военных сооружений, где хранятся ящики для снарядов, орудия, боеприпасы, униформа и кухонная утварь. Можно осмотреть жилые помещения для военнослужащих, пищеблоки, арестантские камеры, туннели и вентиляционные стволы. Здесь оборудовано стрельбище для интерактивных демонстраций и зона отдыха.
- Бирманский буддистский храм — буддистский храм находится напротив Wat Chaiyamangkalaram. Храм был основан в 1803 году. Это первый буддистский храм, построенный на острове. Храм большой и построен очень изобретательно. Имеется лифт, сбор пожертвований выполнен в виде аттракционов. Например, во вращающиеся на специальной конструкции в небольшом водоеме чаши нужно попасть монеткой.
- Армянская улица, где проходили съёмки фильма «Анна и король»[2].
- Дом-музей П. Рамли.

## Национальные праздники
- 26 июля — Праздник Святой Анны. В течение 9 дней служатся мессы в церкви святой Анны в Букит-Мертаджаме, 26 и 29 июля проходит ночное шествие со свечами.
- Китайский новый год.
- Китайский праздник всех святых Ченг-Бенг.
- Празднество голодных призраков — весь седьмой месяц лунного календаря.
- Фестиваль «Мункейк» в память победы Китая над монголами во время правления юаньской династии.
- Дипавали (Фестиваль огней) — индуистский праздник.
- Тайпусам (праздник Искупления) — тамильский праздник в январе в храме Шри Мариямман.

## Знаменитые земляки
- Абдулла Ахмад Бадави (1939) — пятый премьер-министр Малайзии;
- Ахмад бин Ибрагим (1927—1962) — сингапурский политический, общественный и государственный деятель;
- Беннетт, Джил (1931—1990) — американская актриса;
- Ли Цзунвэй (1982) — малайзийский бадминтонист;
- П. Рамли (1929—1973]) — малайзийский актёр, режиссёр, певец, композитор;
- Джимми Чу (1948) — малайзийский дизайнер обуви;
- Джозеф, К.Т. (1932—2013) — малайзийский учёный-почвовед.

## Пинанг в мировой культуре
Пинанг стал местом проведения съемок множества фильмов, самые известные из которых:
- «Индокитай»
- «Анна и король»
- «Вдали от Рангуна» и других,

а также местом действия в художественных произведениях Герберта Уэллса, Фредерика Марриета, Редьярда Киплинга, Мастера Чэня, Тан Тван Энга.